# Walter Mantell
Walter Baldock Durrant Mantell (Lewes, 11 marzo 1820 – Wellington, 7 settembre 1895) è stato uno scienziato e politico neozelandese.
Fu uno dei membri fondatori del New Zealand Institute, del quale fu anche il primo segretario, ed è noto per aver scoperto e raccolto molti resti di moa.

## Biografia
Mantell nacque a Lewes, nell'East Sussex (Inghilterra), figlio del celebre geologo Gideon Mantell. Giunse a Wellington a bordo della Oriental nel 1840.
In Nuova Zelanda, svolse attività politica, entrando anche in Parlamento, e venne nominato Ministro degli Affari Maori nel 1861 e nel 1864-65. Dal 1866 fino alla morte fu membro del Consiglio Legislativo.
Il suo nome è commemorato da due specie di uccelli neozelandesi, il kiwi bruno settentrionale (Apteryx mantelli) e il takahe dell'Isola del Nord (Porphyrio mantelli).